# Vojaška zgodovina
Vojaška zgodovina je interdisciplinarna veda, ki združuje področji zgodovine in obramboslovja. Namen vede je preučevanje starih vojska/oborožene sile s poudarkom na izboljšanju trenutnega stanja v oboroženih silah. Zelo pogosto se pokriva z vojno zgodovino.

## Obdobja
Eden izmed načinov kako lahko razdelimo obsežno gradivo so časovna obdobja.